# Дискография Ваниллы Айс
Американский рэпер Ванилла Айс выпустил шесть студийных альбомов, два сборника, один концертный альбом, один альбом ремиксов и 13 синглов. Его дебютный альбом To the Extreme стал самым продаваемым хип-хоп альбомом всех времён. Его песня «Ice Ice Baby» стала первым хип-хоп синглом, возглавившим чарт Billboard, и получила признание за то, что помогла разнообразить хип-хоп, представив его широкой общественности. Выступления и концертный альбом Extremely Live продолжили успех, но второй студийный альбом Mind Blowin’ показал изменение имиджа, что привело к значительному падению популярности Ваниллы Айс. Другие альбомы, в том числе Hard to Swallow, Bi-Polar и Platinum Underground, отличались менее мейнстримным, ориентированным на рок-звучание и не попали ни в один из музыкальных чартов.
В 2008 году был выпущен альбом ремиксов Vanilla Ice Is Back! на лейбле Cleopatra Records. Альбом не попал в чарты; однако «Ice Ice Baby» был переиздан как сингл в Соединённом Королевстве, где он достиг 146-го места в UK Singles Chart. Шестой студийный альбом W.T.F. (Wisdom, Tenacity and Focus) был выпущен 30 августа 2011 года.

## Альбомы

### Студийные альбомы
| Название                                      | Детали                                                                                  | Высшая позиция | Высшая позиция | Высшая позиция | Высшая позиция | Высшая позиция | Высшая позиция | Сертификации                                                                              |
| Название                                      | Детали                                                                                  | US             | US R&B         | AUS            | NZ             | SWE            | UK             | Сертификации                                                                              |
| --------------------------------------------- | --------------------------------------------------------------------------------------- | -------------- | -------------- | -------------- | -------------- | -------------- | -------------- | ----------------------------------------------------------------------------------------- |
| To the Extreme                                | - Дата выхода: 3 сентября 1990 - Лейбл: SBK Records - Форматы: CD, Винил, Кассета       | 1              | 6              | 9              | 11             | 17             | 4              | - AUS: Платиновый - CAN: 6× Платиновый - NZ: Золотой - UK: Платиновый - US: 7× Платиновый |
| Mind Blowin'                                  | - Дата выхода: 22 марта 1994 - Лейбл: SBK Records - Форматы: CD, кассета                | —              | —              | —              | —              | —              | —              |                                                                                           |
| Hard to Swallow                               | - Дата выхода: 20 октября 1998 - Лейбл: Republic Records - Форматы: CD, кассета         | —              | —              | —              | —              | —              | —              |                                                                                           |
| Bi-Polar                                      | - Дата выхода: 23 октября 2001 - Лейбл: Liquid 8 Records - Форматы: CD, кассета         | —              | —              | —              | —              | —              | —              |                                                                                           |
| Platinum Underground                          | - Дата выхода: August 16, 2005 - Лейбл: Ultrax Records - Форматы: CD, скачивание музыки | —              | —              | —              | —              | —              | —              |                                                                                           |
| W.T.F. (Wisdom, Tenacity and Focus)           | - Дата выхода: 30 августа 2011 - Лейбл: Radium Records - Форматы: CD, скачивание музыки | —              | —              | —              | —              | —              | —              |                                                                                           |
| знак «—» означает, что альбом не попал в чарт |                                                                                         |                |                |                |                |                |                |                                                                                           |

### Концертные альбомы
| Название       | Детали                                                                  | Высшая позиция | Высшая позиция | Высшая позиция | Сертификации                 |
| Название       | Детали                                                                  | US             | AUS            | UK             | Сертификации                 |
| -------------- | ----------------------------------------------------------------------- | -------------- | -------------- | -------------- | ---------------------------- |
| Extremely Live | - Дата выхода: 6 марта 1991 - Лейбл: SBK Records - Форматы: CD, кассета | 30             | 56             | 35             | - CAN: Золотой - US: Золотой |

### Сборники
| Название                | Детали                                                                        |
| ----------------------- | ----------------------------------------------------------------------------- |
| Back 2 Back Hits        | - Дата выхода: 10 апреля 1998 - Лейбл: Capitol Records - Форматы: CD, кассета |
| The Best of Vanilla Ice | - Дата выхода: 23 февраля 1999 - Лейбл: EMI America - Форматы: CD, кассета    |

### Альбом ремиксов
| Название             | Детали                                                                                   |
| -------------------- | ---------------------------------------------------------------------------------------- |
| Vanilla Ice Is Back! | - Дата выхода: 4 ноября 2008 - Лейбл: Cleopatra Records - Форматы: CD, скачивание музыки |

## Синглы

### Как ведущий артист
| 1990                                          | «Play That Funky Music»                                        | 4  | —  | 22 | 7 | 13 | 13 | 19 | 7  | 10  | - US: Золотой                                                                                      | To the Extreme                                             |
| 1990                                          | «Ice Ice Baby»                                                 | 1  | 28 | 6  | 1 | 1  | 1  | 2  | 1  | 1   | - US: Платиновый - AUS: Платиновый - CAN: Золотой - GER: Золотой - NZ: Платиновый - UK: Платиновый | To the Extreme                                             |
| 1990                                          | «I Love You»                                                   | 52 | —  | —  | — | —  | —  | 65 | 30 | 45  | | To the Extreme                                             |
| 1991                                          | «Rollin’ in My 5.0»                                            | —  | —  | —  | — | 53 | —  | 70 | —  | 27  | | Extremely Live                                             |
| 1991                                          | «Satisfaction»                                                 | —  | —  | —  | — | 97 | —  | 41 | —  | 22  | | Extremely Live                                             |
| 1991                                          | «Road to My Riches»                                            | —  | —  | —  | — | —  | —  | —  | —  | —   | | Extremely Live                                             |
| 1991                                          | «Ninja Rap»                                                    | —  | —  | —  | — | —  | —  | —  | —  | —   | | Teenage Mutant Ninja Turtles II The Secret of the Ooze OST |
| 1991                                          | «Cool as Ice (Everybody Get Loose)» (featuring Наоми Кэмпбелл) | 81 | —  | —  | — | —  | —  | —  | —  | —   | | Cool as Ice OST                                            |
| 1994                                          | «Roll ’Em Up»                                                  | —  | —  | —  | — | —  | —  | —  | —  | —   | | Mind Blowin’                                               |
| 1994                                          | «The Wrath»                                                    | —  | —  | —  | — | —  | —  | —  | —  | —   | | Mind Blowin’                                               |
| 1995                                          | «Get Loose»                                                    | —  | —  | —  | — | —  | —  | —  | —  | —   | | Mind Blowin’                                               |
| 1998                                          | «Too Cold»                                                     | —  | —  | —  | — | —  | —  | —  | —  | —   | | Hard to Swallow                                            |
| 1999                                          | «S.N.A.F.U.» (featuring Джимми Поп)                            | —  | —  | —  | — | —  | —  | —  | —  | —   | | Hard to Swallow                                            |
| 2001                                          | «Nothing Is Real»                                              | —  | —  | —  | — | —  | —  | —  | —  | —   | | Bi-Polar                                                   |
| 2002                                          | «Get Your Ass Up» (featuring Pearla)                           | —  | —  | —  | — | —  | —  | —  | —  | —   | | Bi-Polar                                                   |
| 2002                                          | «Tha Weed Song» (featuring Rahan)                              | —  | —  | —  | — | —  | —  | —  | —  | —   | | Bi-Polar                                                   |
| 2002                                          | «Hot Sex»                                                      | —  | —  | —  | — | —  | —  | —  | —  | —   | | Bi-Polar                                                   |
| 2002                                          | «Elvis Killed Kennedy» (featuring Chuck D и Rahan)             | —  | —  | —  | — | —  | —  | —  | —  | —   | | Bi-Polar                                                   |
| 2005                                          | «Survivor»                                                     | —  | —  | —  | — | —  | —  | —  | —  | —   | | Platinum Underground                                       |
| 2006                                          | «Tell Me Why» (featuring Gemini и Zeno)                        | —  | —  | —  | — | —  | —  | —  | —  | —   | | Platinum Underground                                       |
| 2007                                          | «Ninja Rap 2»                                                  | —  | —  | —  | — | —  | —  | —  | —  | —   | | Platinum Underground                                       |
| 2008                                          | «Ice Ice Baby 2008» (перезапись)                               | —  | —  | —  | — | —  | —  | —  | —  | 146 | | Vanilla Ice Is Back!                                       |
| 2010                                          | «Turn It Up»                                                   | —  | —  | —  | — | —  | —  | —  | —  | —   | | W.T.F. (Wisdom, Tenacity And Focus)                        |
| 2010                                          | «Born On Halloween» (featuring Insane Clown Posse)             | —  | —  | —  | — | —  | —  | —  | —  | —   | | W.T.F. (Wisdom, Tenacity And Focus)                        |
| 2011                                          | «Jump Around»                                                  | —  | —  | —  | — | —  | —  | —  | —  | —   | | Vanilla Ice Is Back!                                       |
| 2012                                          | «Ice Ice Baby (Zumba Remix)»                                   | —  | —  | —  | — | —  | —  | —  | —  | —   | | Неальбомный сингл                                          |
| знак «—» означает, что альбом не попал в чарт |                                                                |    |    |    |   |    |    |    |    |     | |                                                            |

### Как приглашённый артист
| Год  | Название сингла                                                    | Высшая позиция | Высшая позиция | Альбом            |
| Год  | Название сингла                                                    | IRE            | UK             | Альбом            |
| ---- | ------------------------------------------------------------------ | -------------- | -------------- | ----------------- |
| 2001 | «Ice Ice Baby 2001» (ReAnimator featuring Ванилла Айс)             | —              | —              | Неальбомный сингл |
| 2008 | «Ice Ice Baby 2008» (ReAnimator featuring Big Daddi и Ванилла Айс) | —              | —              | Неальбомный сингл |
| 2010 | «Under Pressure (Ice Ice Baby)» (Jedward featuring Ванилла Айс)    | 1              | 2              | Planet Jedward    |
| 2011 | «Ice Ice Baby» (MattyBRaps featuring Ванилла Айс)                  | —              | —              | Неальбомный сингл |

## Прочие появления

### В качестве гостевого исполнителя
| Год  | Песня                                                                                                   | Альбом                                      |
| ---- | --- | ------------------------------------------- |
| 1996 | «Boom» (Bloodhound Gang featuring Ванилла Айс)                                                          | One Fierce Beer Coaster                     |
| 2001 | «Size Queen» (Betty Blowtorch featuring Ванилла Айс)                                                    | Are You Man Enough?                         |
| 2005 | «Swallow This Nut» (Insane Clown Posse featuring Ванилла Айс, Fresh Kid Ice, Fish 'N' Grits & MC Breed) | Forgotten Freshness Volume 4                |
| 2006 | «Cowboy Style» (Steve Forde featuring Ванилла Айс, Barney Rubble & Zeno)                                | Rowdy                                       |
| 2012 | «Still Unbreakable» (Des-ROW featuring Ванилла Айс)                                                     | Rhythm Party (Boom Boom Dance) (soundtrack) |
| 2012 | «BEFREE» (Des-ROW featuring Ванилла Айс)                                                                | Rhythm Party (Boom Boom Dance) (soundtrack) |
| 2015 | «Tommy Lee Jones» (Louie Sace featuring Ванилла Айс)                                                    |                                             |
| 2017 | «Vanilla Sprite Remix» (Rick Ross featuring Ванилла Айс)                                                | Forever Blue                                |

## Невыпущенные песни и демо
| Песня                                 | Примечания                                                                                                  |
| ------------------------------------- | --- |
| «Off The Chain»                       | Невыпущенная песня с 7x70; в качестве гостевого вокала                                                      |
| «Halloween»                           | Инструментальная демо-версия                                                                                |
| «Where Tha Dogs At? (All Night Long)» | Исполнялась вживую в 1992 году. Никогда не выпускалась                                                      |
| «We Came To Party»                    | Исполнялась вживую в 1987—1989 годах. Никогда не выпускалась                                                |
| «ICE»                                 | Исполнена вживую в 2015 году. Изначально планировалось, что это будет первый сингл с его грядущего альбома. |

## Песни, прозвучавшие в кино
| Год  | Песня                               | Из Фильма                                                                                      |
| ---- | ----------------------------------- | ---------------------------------------------------------------------------------------------- |
| 1991 | «Ninja Rap»                         | Teenage Mutant Ninja Turtles II The Secret of the Ooze: The Original Motion Picture Soundtrack |
| 1991 | «Cool As Ice (Everybody Get Loose)» | Cool as Ice (soundtrack)                                                                       |
| 1991 | «The People’s Choice»               | Cool as Ice (soundtrack)                                                                       |
| 1991 | «Never Wanna Be Without You»        | Cool as Ice (soundtrack)                                                                       |
| 1991 | «Get Wit' It»                       | Cool as Ice (soundtrack)                                                                       |
| 1992 | «Ice Ice Baby»                      | Alyas Boy Kano                                                                                 |
| 1993 | «Ice Ice Baby»                      | Бивис и Баттхед                                                                                |
| 1996 | «I Love You»                        | Бивис и Баттхед                                                                                |
| 1997 | «I Love You»                        | Бивис и Баттхед                                                                                |
| 1998 | «Ice Ice Baby»                      | Непристойное поведение                                                                         |
| 1999 | «Too Cold»                          | Behind the Music                                                                               |
| 1999 | «S.N.A.F.U.»                        | Behind the Music                                                                               |
| 1999 | «Hooked»                            | Behind the Music                                                                               |
| 1999 | «Ice Is Workin’ It»                 | Behind the Music                                                                               |
| 1999 | «Play That Funky Music»             | Behind the Music                                                                               |
| 1999 | «Stop That Train»                   | Behind the Music                                                                               |
| 1999 | «Fame»                              | Behind the Music                                                                               |
| 1999 | «Ninja Rap»                         | Behind the Music                                                                               |
| 1999 | «Cool As Ice (Everybody Get Loose)» | Behind the Music                                                                               |
| 1999 | «Ice Ice Baby»                      | Behind the Music                                                                               |
| 1999 | «Zig Zag Stories»                   | Behind the Music                                                                               |
| 1999 | «A.D.D.»                            | Behind the Music                                                                               |
| 1999 | «Fuck Me»                           | Behind the Music                                                                               |
| 1999 | «The Wrath»                         | Behind the Music                                                                               |
| 1999 | «Ice Ice Baby»                      | Tuftsablanca                                                                                   |
| 2003 | «Size Queen»                        | Betty Blowtorch: And Her Amazing True Life Adventures                                          |
| 2003 | «Ice Ice Baby»                      | Тупой и ещё тупее тупого: Когда Гарри встретил Ллойда                                          |
| 2004 | «Ice Ice Baby»                      | Из 13 в 30                                                                                     |
| 2004 | «Ice Is Workin' It»                 | Маленькая чёрная книжка                                                                        |
| 2005 | «Ice Ice Baby»                      | I Love the '80s 3-D                                                                            |
| 2005 | «Hot Sex»                           | The Helix…Loaded                                                                               |
| 2007 | «Play That Funky Music»             | 20 to One                                                                                      |
| 2008 | «Ice Ice Baby»                      | Сводные братья                                                                                 |
| 2008 | «Swallow This Nut»                  | Death Racers                                                                                   |
| 2008 | «Ice Ice Baby»                      | Talkshow with Spike Feresten                                                                   |
| 2009 | «Ice Ice Baby (Radio Edit)»         | Cyprien                                                                                        |
| 2010 | «Under Pressure (Ice Ice Baby)»     | 15th National Television Awards                                                                |
| 2010 | «Ice Ice Baby»                      | Live from Studio Five                                                                          |
| 2010 | «Under Pressure (Ice Ice Baby)»     | Live from Studio Five                                                                          |
| 2010 | «Ice Ice Baby»                      | Yu-Gi-Oh! The Abridged Series                                                                  |
| 2011 | «Ice Ice Baby»                      | Kinect Sports: Season Two                                                                      |
| 2011 | «Ice Ice Baby»                      | Гран-при Великобритании 2011 года                                                              |
| 2012 | «Ice Ice Baby»                      | CSI: Crime Scene Investigation                                                                 |
| 2012 | «Ice Ice Baby»                      | That's My Boy                                                                                  |
| 2012 | «Ice Ice Baby»                      | Dance Central 3                                                                                |
| 2012 | «Still Unbreakable»                 | Rhythm Party (Boom Boom Dance)                                                                 |
| 2012 | «BEFREE»                            | Rhythm Party (Boom Boom Dance)                                                                 |

## Видеоклипы

### Как ведущий артист
| Год  | Песня                                              | Режиссёр            |
| ---- | -------------------------------------------------- | ------------------- |
| 1990 | «Ice Ice Baby»                                     | Грег Синодис        |
| 1991 | «Play That Funky Music»                            | Грег Синодис        |
| 1991 | «I Love You»                                       | Майкл Бэй           |
| 1991 | «Stop That Train»                                  | Грег Синодис        |
| 1991 | «Rollin in My 5.0»                                 | Грег Синодис        |
| 1991 | «Satisfaction»                                     | Грег Синодис        |
| 1991 | «Ninja Rap»                                        |                     |
| 1991 | «Cool As Ice»                                      | Дэвид Келлогг       |
| 1991 | «Get Wit It»                                       | Дэвид Келлогг       |
| 1991 | «The People’s Choice»                              |                     |
| 1994 | «Roll ’Em U»                                       | Дрю Стоун           |
| 1994 | «The Wrath»                                        | Дрю Стоун           |
| 1998 | «Too Cold»                                         | Казин Майк          |
| 2001 | «Nothing Is Real»                                  |                     |
| 2010 | «Born On Halloween» (featuring Insane Clown Posse) | V Ice 2 Productions |
| 2011 | «Detonator»                                        | Барни Гаутур        |
| 2011 | «Rock Star Party»                                  | V Ice 2 Productions |
| 2012 | «Ice Ice Baby (Zumba Remix)»                       | Зумба Фитнесс       |
| 2020 | «Ride the Horse»                                   | Гост                |

### Как приглашённый артист
| Год  | Песня                                                           | Режиссёр         |
| ---- | --------------------------------------------------------------- | ---------------- |
| 2000 | «Ice Ice Baby 2001» (ReAnimator featuring Ванилла Айс)          | Stefan Browatzki |
| 2010 | «Under Pressure (Ice Ice Baby)» (Jedward featuring Ванилла Айс) | Дэйл Рестегини   |
| 2011 | «Ice Ice Baby» (MattyBRaps featuring Ванилла Айс)               |                  |
| 2015 | «Tommy Lee Jones» (Louie Sace featuring Ванилла Айс)            | NasaBoy EM       |
| 2019 | «Vanilla Sprite» (Forgiato Blow featuring Ванилла Айс)          | Гост             |